# Daua
Il Daua, chiamato anche Daua Parma o Dāwā, è un fiume dell'Africa. Esso nasce nei pressi di Aleta Wendo, una cittadina dell'Etiopia situata nella Regione delle Nazioni, Nazionalità e Popoli del Sud. Il suo corso procede a sud-est e in parte coincide con il confine tra Etiopia e Kenya e tra Etiopia e Somalia. All'altezza della cittadina di Dolo il Daua si unisce al Ganale Doria, dando origine al fiume Giuba.
Alla fine del XIX secolo, Vittorio Bottego esplorò per conto della Società geografica italiana il corso del fiume, che fu chiamato Daua Parma in onore della sua città.